# Joyrex J9ii
Joyrex J9ii — EP Ричарда Дэвида Джеймса, выпущенный под псевдонимом Caustic Window в 1993 на лейбле Rephlex Records на 12-дюймовом виниле. Все треки были позже переизданы на сборнике Compilation. Песня The Garden of Linmiri была засэмплирована в песне Crush My Soul группы Godflesh.

## Трек лист
| №                   | Название            | Длительность |
| ------------------- | ------------------- | ------------ |
| 1.                  | «Fantasia»          | 6:01         |
| 2.                  | «Clayhill Dub»      | 3:23         |
| Общая длительность: | Общая длительность: | 9:24         |

| №                   | Название                                 | Длительность |
| ------------------- | ---------------------------------------- | ------------ |
| 3.                  | «The Garden of Linmiri»                  | 6:08         |
| 4.                  | «We Are the Music Makers (Hardcore Mix)» | 3:59         |
| Общая длительность: | Общая длительность:                      | 19:31        |